# Décès en décembre 1993
Décès
- 1989
- 1990
- 1991
- 1992
- 1993
- 1994
- 1995
- 1996
- 1997

Pour une information complémentaire, voir la page d'aide.

| Date        | Nom                      | Activités | Âge      | Source |
| ----------- | ------------------------ | --- | -------- | ------ |
| 2 décembre  | Pablo Escobar            | baron de la drogue colombienne                                                                                         | 44       |        |
| 4 décembre  | Marcel Jean              | peintre, graveur, médailleur et historien de l'art français                                                            | 92       |        |
| 4 décembre  | Frank Zappa              | musicien, guitariste, auteur-compositeur, interprète, ingénieur du son, producteur, satiriste et réalisateur américain | 52       |        |
| 6 décembre  | Don Ameche               | acteur américain | 85       |        |
| 7 décembre  | Félix Houphouët-Boigny   | premier président de la République de Côte d'Ivoire                                                                    | 88       |        |
| 7 décembre  | Abidin Dino              | peintre turc | 80       |        |
| 7 décembre  | Javad Maroufi            | compositeur, pianiste et chef d'orchestre iranien                                                                      | 80 ou 81 | (en)   |
| 8 décembre  | Philippe Pradayrol       | judoka français | 27       |        |
| 8 décembre  | Nicky Crane              | activiste néonazi britannique                                                                                          | 35       |        |
| 9 décembre  | Danny Blanchflower       | footballeur International nord-irlandais devenu entraîneur. Il fut également sélectionneur de son pays.                | 67       |        |
| 10 décembre | Fernand Mithouard        | coureur cycliste français                                                                                              | 84       |        |
| 11 décembre | Leroy Daniels            | acteur, danseur et acteur américain                                                                                    | 65       |        |
| 11 décembre | Owain Owain              | écrivain et poète gallois                                                                                              | 64       |        |
| 14 décembre | Myrna Loy                | actrice américaine | 88       |        |
| 15 décembre | Penaia Ganilau           | grand chef autochtone, militaire et homme d'État fidjien                                                               | 75       | (en)   |
| 18 décembre | Paul Lengellé            | peintre et illustrateur français                                                                                       | 85       |        |
| 18 décembre | Francisco Rojas Villegas | médecin et homme politique chilien                                                                                     | 84       | (es)   |
| 18 décembre | Sam Wanamaker            | acteur et réalisateur américain                                                                                        | 74       |        |
| 19 décembre | Yvonne Desportes         | compositrice française                                                                                                 | 86       |        |
| 22 décembre | Don DeFore               | acteur américain | 80       |        |
| 22 décembre | Jozef Van Ginderen       | footballeur belge | 68       | (nl)   |
| 22 décembre | Marion Burns             | actrice américaine | 86       |        |
| 23 décembre | Jean Maréchal            | coureur cycliste français                                                                                              | 83       |        |
| 25 décembre | Nikolaï Timkov           | peintre russe | 80       |        |
| 26 décembre | Jeff Morrow              | acteur américain | 86       |        |
| 26 décembre | Raymond Rochette         | peintre français | 87       |        |
| 28 décembre | Howard Caine             | acteur américain | 67       |        |
| 28 décembre | William L. Shirer        | journaliste américain                                                                                                  | 89       |        |
| 29 décembre | Frounzik Mkrtchian       | acteur populaire soviétique et arménien                                                                                | 63       |        |
| 31 décembre | Zviad Gamsakhourdia      | scientifique et premier président de la Géorgie                                                                        | 54       |        |
| 31 décembre | Thomas Watson, Junior    | homme d'affaires, homme politique et philanthrope américain                                                            | 79       | (en)   |